# Amaro Pargo
Amaro Rodríguez Felipe y Tejera Machado, známější jako Amaro Pargo (3. května 1678, San Cristóbal de La Laguna, Tenerife, Španělsko – 4. října 1747, tamtéž), byl španělský korzár, jeden z nejznámějších korzárů zlatého věku pirátství.

## Životopis
Jeho mládí ovlivnila přítomnost pirátských band na Kanárských ostrovech. Amaro Pargo byl rozporná osobnost, jíž se jedni báli a druzí obdivovali. V podpalubí svých lodí přepravoval otroky na americké plantáže. Pod vlivem jeptišky Maríe de Jesús (rozené María de León y Delgado) začal konat charitu ve prospěch chudých. Stal se i svědkem zázraků, které sestra Maríe de Jesús učinila během svého života.
V roce 1725 byl Amaro Pargo povýšen do šlechtického stavu. Zemřel ve svém rodišti San Cristóbal de La Laguna a byl pohřben v klášteře Santo Domingo de Guzmán.

## Vliv
V roce 2013 byly exhumovány jeho ostatky skupinou archeologů z Madridské univerzity, která provedla testy DNA a rekonstruovala jeho tvář. Exhumaci financovala společnost Ubisoft kvůli hře Assassin´s Creed IV: Black Flag, v níž se stal Pargo hlavní postavou.